# Pequeno Baco Doente
Pequeno Baco Doente (italiano: Bacchino Malato), também conhecido como Baco Doente ou Autorretrato como Baco, é um autorretrato pintado pelo artista barroco Michelangelo Merisi da Caravaggio, datado entre 1593 e 1594. Está exposto na Galleria Borghese em Roma. De acordo com o primeiro biógrafo de Caravaggio, Giovanni Baglione, é uma peça de gabinete pintada pelo artista usando um espelho.

## História
A pintura data dos primeiros anos de Caravaggio em Roma, após sua chegada de sua terra natal Milão, em meados de 1592. As fontes deste período são inconclusivas e provavelmente imprecisas, mas elas concordam que, em algum ponto, o artista esteve extremamente doente e passou seis meses no hospital de Santa Maria della Consolazione. De acordo com um artigo de 2009 na publicação médica norte-americana Clinical Infectious Diseases, a pintura indica que a doença de Caravaggio é provavelmente malária, pois a aparência amarelada da pele e da icterícia nos olhos são indícios de alguma doença hepática direta causando altos níveis de bilirrubina.
O Baco Doente estava entre as muitas obras que compõem a coleção de Giuseppe Cesari, um dos primeiros empregadores de Caravaggio, e foi confiscada pelo colecionador cardeal-sobrinho Scipione Caffarelli-Borghese em 1607, juntos com o Rapaz Descascando Fruta e Rapaz com Cesto de Frutas.

## Estilo
Afora seu suposto conteúdo autobiográfico, esta pintura inicial foi provavelmente usada por Caravaggio para colocar-se no mercado, demonstrando seu virtuosismo em pintar gêneros como natureza-morta e retratos e insinuando a habilidade em pintar as figuras clássicas da antiguidade. O ângulo de três-quartos do rosto estava entre os preferidos pelos retratistas do final do Renascimento, mas o que é surpreendente é a careta e a inclinação da cabeça, e a sensação muito real de sofrimento; uma característica mais compartilhada no barroco.
A natureza-morta pode ser comparada com com aquela contida em obras pouco posteriores como Rapaz com Cesto de Frutas e o Rapaz Mordido por um Lagarto em que os frutos estão em condição muito melhor, refletindo a melhor condição, tanto física quanto mental, de Caravaggio.
A pintura mostra a influência de seu mestre, the bergamasco Simone Peterzano, no uso da representação da musculatura tensa, e do austero estilo lombardo em sua atenção aos detalhes realistas.